# Computer Modern

Computer Modern är en familj av typsnitt som Donald Ervin Knuth utvecklade parallellt med sitt beskrivningsspråk Metafont. Computer Modern efterliknar det typsnitt som Knuth använde till de två första volymerna av The Art of Computer Programming (vilka typsattes manuellt med Monotype-maskiner), Monotype Modern Extended 8A. Computer Modern är standardtypsnittet i TeX, men det finns sedan ett antal år även i andra format (främst PostScript Type 1, men även TrueType) som gör att man också med viss framgång kan använda typsnittet även i helt andra program.
Till familjen hör framför allt serifvarianten Computer Modern Roman, vilken avbildas nedan som normal, fet/bred och kursiv, men också en sans-serif och en med fast bredd (monospace/typewriter) som lämpar sig för till exempel källkodslistningar. Symboler för matematik som passar till Computer Modern finns det också gott om i särskilda typsnitt, men frågan är om de egentligen hör till familjen.
Det mest kända derivatet av Computer Modern är Concrete Roman som är en ganska lätt modifierad Computer Modern Roman med ett något egyptiskt utseende. Concrete Roman debuterade tillsammans med matematiktypsnittet Euler i Knuths bok Concrete Mathematics.